# Engistoneura moerens
Engistoneura moerens är en tvåvingeart som först beskrevs av Fabricius 1794.  Engistoneura moerens ingår i släktet Engistoneura och familjen bredmunsflugor. Inga underarter finns listade i Catalogue of Life.